# Udinese Calcio
L'Udinese Calcio, meglio nota come Udinese, è una società calcistica italiana con sede nella città di Udine. Formatosi come un club polisportivo nel 1896, che ne fa uno dei più antichi tuttora in attività del Paese, la sua sezione calcio fu istituita nel 1911.
I suoi colori sociali sono il bianco e il nero, ripresi dallo stemma comunale; in ragione di tale accostamento cromatico, i giocatori guadagnarono il soprannome di bianconeri e di zebrette.
A livello nazionale i migliori risultati sportivi risultano essere il raggiungimento della finale di Coppa Italia del 1922 e il secondo posto nel campionato di Serie A 1954-55, oltre alla vittoria di tre campionati di Seconda Divisione/Serie B e di una Coppa Italia Semiprofessionisti.
In ambito internazionale, oltre alla vittoria di una Coppa Anglo-Italiana nel 1978 e di una Coppa Mitropa nel 1980, il club vanta diverse partecipazioni alle competizioni UEFA, tra le quali spiccano il raggiungimento dei quarti di finale di Coppa UEFA nel 2009 e la vittoria della Coppa Intertoto UEFA nel 2000.
L'Udinese è un membro associato dell'European Club Association (ECA) e detiene la quattordicesima miglior tradizione sportiva secondo i parametri della FIGC.

## Storia

### Dalla fondazione agli anni 1950
La Società Udinese di Ginnastica e Scherma viene istituita nel 1896, probabilmente il 30 novembre. Il club era però già attivo de facto dal 1895. Il 18 settembre di quest'anno, infatti, gli atleti bianconeri partecipano a Roma alla prima partita di calcio svoltasi nella Capitale d'Italia, un'amichevole disputata contro la Società Rodigina di Ginnastica Unione e Forza davanti al re Umberto I, alla regina Margherita e a circa ventimila spettatori. Un anno dopo, la compagine friulana trionfa a Treviso nel primo campionato nazionale di calcio tenutosi in Italia; tuttavia questa competizione non è riconosciuta come ufficiale dalla FIF (l'odierna FIGC, sorta due anni dopo), in quanto patrocinata dalla Federazione Ginnastica Nazionale Italiana, la quale, fino al 1903, non adottava le regole del gioco del calcio dell'IFAB, bensì quelle della variante nostrana del "calcio ginnastico", codificate dal pedagogista Francesco Gabrielli.

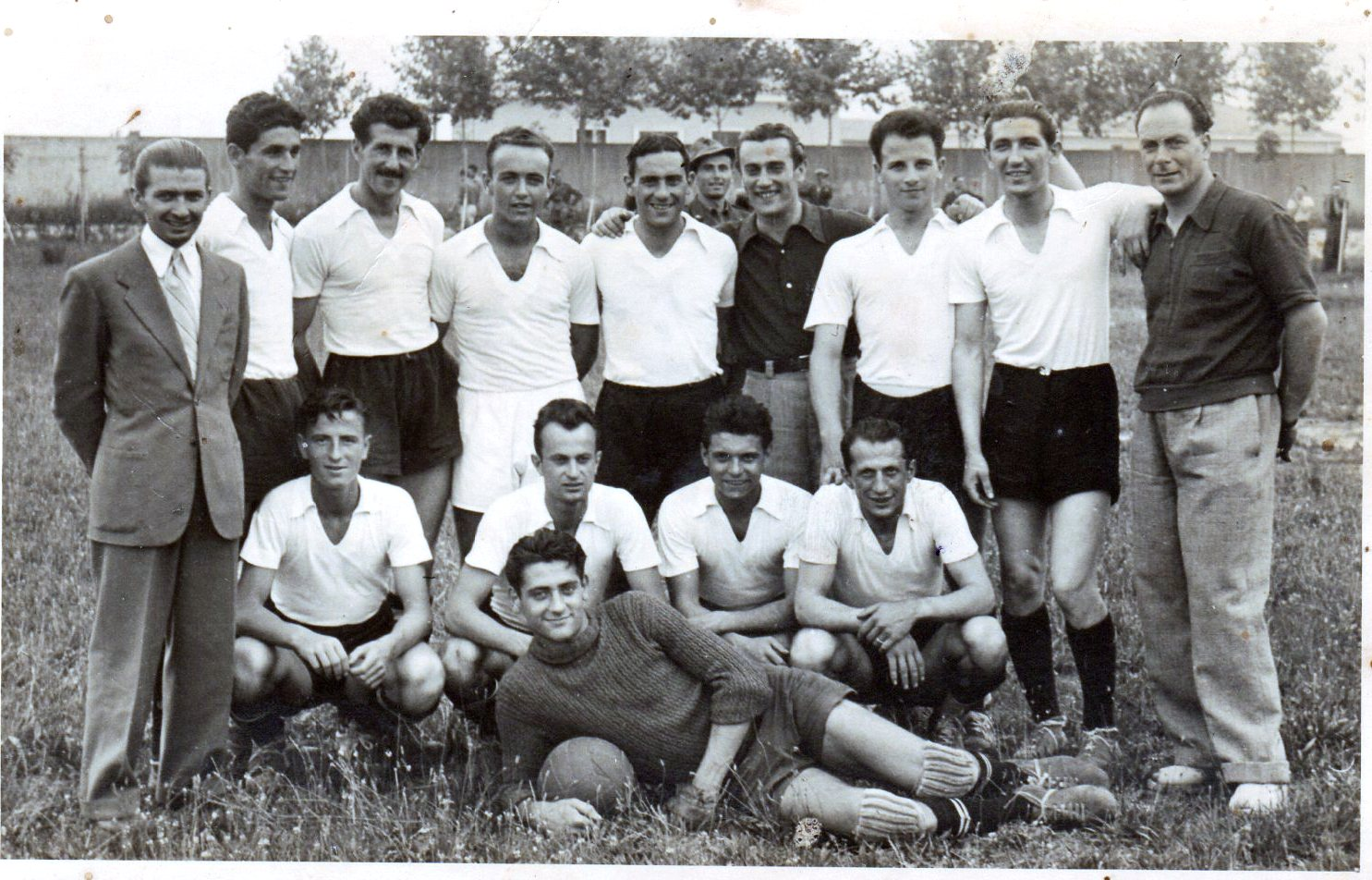
L'Udinese in maglia bianca nel 1937

Il 5 luglio 1911 alcuni ginnasti soci dell'Udinese, con a capo Luigi dal Dan, costituiscono all'interno della polisportiva l'Associazione Calcio Udinese, che viene iscritta alla FIGC. Il debutto della nuova squadra avviene in un'amichevole contro la Juventus Palmanova, che gli udinesi vincono 6-0. La prima partecipazione a un campionato ufficiale FIGC risale al Campionato Promozione 1912-1913: in quell'anno l'Udinese si iscrive al Campionato Veneto di Promozione a tre squadre, insieme al Padova e al Petrarca Padova. I friulani chiudono il torneo al secondo posto dietro al Petrarca e vengono promossi in Prima Categoria. Nella nuova competizione l'Udinese non riesce mai a raggiungere la fase nazionale, venendo sempre eliminata nell'Eliminatoria Veneta.
Il primo risultato importante dalla fondazione del club corrisponde al raggiungimento della finale di Coppa Italia nel 1922: l'Udinese viene sconfitta 1-0 dal Vado. Questo piazzamento è dovuto anche al fatto che le maggiori compagini dell'epoca erano iscritte al concorrente campionato CCI.
Nel campionato 1922-23 la squadra chiude ultima nel suo girone e retrocede in Seconda Divisione. La società rischia il fallimento a causa dei debiti nell'estate del 1923 e perciò, il 24 agosto, l'"Associazione Sportiva Udinese" si separa dalla "Associazione Calcio Udinese" e quest'ultima viene costretta a istituire un bilancio e un direttivo autonomi. Tutti i debiti vengono pagati dal nuovo presidente Alessandro Del Torso grazie alla vendita di alcuni suoi quadri e l'Udinese può così iscriversi al campionato di Seconda Divisione 1923-1924, dove arriva quarta nel girone eliminatorio.
Nella stagione 1924-1925 l'Udinese vince il girone D di Seconda Divisione e conclude in testa nel girone finale, venendo promossa in Prima Divisione insieme al Parma. La permenenza nella massima serie dura poco: la squadra conclude il torneo 1925-1926 in ultima posizione. Tuttavia, il club potrebbe comunque salvarsi, poiché nel 1926 viene promossa una riforma dei campionati, la cosiddetta Carta di Viareggio. Vengono dunque organizzati degli spareggi per determinare chi verrebbe ammesso alla nuova Divisione Nazionale, ma l'Udinese non si presenta alla partita contro il Legnano, perdendo il match a tavolino e lasciando così la massima serie.
Nel campionato 1926-1927 la squadra chiude all'ultimo posto in classifica, evitando la retrocessione grazie agli effetti a cascata della fondazione della Dominante, progenitrice della Sampdoria. I friulani restano in Prima Divisione fino al termine della stagione 1928-1929, quando nascono le nuove Serie A e Serie B e la Prima Divisione viene declassata a terzo livello. Nel campionato 1929-1930 l'Udinese vince il proprio girone e viene promossa in Serie B. La permanenza nel nuovo secondo livello dura due anni: al termine della stagione 1931-1932 la squadra è nuovamente retrocessa in Prima Divisione, che viene rinominata "Serie C" nel 1935. Nella stagione 1938-1939, raggiungendo e superando il girone finale di Serie C come seconda, i friulani tornano in Serie B.
Terminata la seconda guerra mondiale, l'Udinese resta nel campionato cadetto fino alla stagione 1947-1948, quando retrocede in Serie C a causa di una nuova riforma dei campionati. A questa retrocessione seguono però due promozioni consecutive, che permettono ai friulani di raggiungere una storica promozione in Serie A dopo la vittoria del campionato di Serie C 1948-1949 e il secondo posto nel campionato di Serie B 1949-1950. In questi anni la società è presieduta da Giuseppe Bertoli e Raimondo Mulinaris, entrambi industriali friulani, mentre sulla panchina siede Aldo Olivieri, campione del mondo nel 1938.

L'Udinese del 1954-1955 che, durante l'estate, passò in poche settimane dallo storico secondo posto in Serie A alla retrocessione d'ufficio tra i cadetti.

L'Udinese rimane in Serie A per cinque anni, sfiorando anche lo scudetto nella stagione 1954-1955: in questo campionato la squadra chiude seconda in classifica, superata solo dal Milan. Tuttavia, al termine della stagione, il club viene retrocesso in Serie B per illecito sportivo, commesso l'ultima giornata del torneo 1952-1953 e smascherato due anni dopo sulla base della confessione di Settembrino. La squadra torna comunque in Serie A dopo una sola stagione nel campionato cadetto.

### Anni 1960 e 1970
Gli anni 60 segnano un momento difficile nella storia dell'Udinese: i friulani vengono retrocessi prima in Serie B nella stagione 1961-1962 e poi in Serie C nella stagione 1963-1964. Per circa un quindicennio alla squadra non riesce l'avanzamento in Serie B nonostante le varie occasioni, in particolare nel campionato 1972-1973, quando il club viene sconfitto 2-0 dal Parma nello spareggio promozione. Solamente nel campionato 1977-1978 i friulani, guidati dall'allenatore Massimo Giacomini, vengono promossi vincendo il proprio girone. Nella stessa stagione, a coronamento di uno storico treble minore, la squadra conquista anche la Coppa Italia Semiprofessionisti e la Coppa Anglo-Italiana, battendo in finale rispettivamente la Reggina e il Bath City.
Intanto, l'8 giugno 1976 si è ufficialmente sciolta l'Associazione Calcio Udinese e formata una società per azioni, rinominata Udinese Calcio. Il presidente diventa Teofilo Sanson, che idea nel 1978 un'inedita sponsorizzazione per la squadra, sulla cui divisa inizia a comparire il logo della "Sanson Gelati", azienda alimentare di proprietà dello stesso presidente. Poiché la pubblicità sulle maglie di calcio è ancora vietata dalla FIGC, Sanson 'aggira' il divieto posizionando il marchio della sua impresa sui pantaloncini dei giocatori. Il fatto suscita gran clamore: per la prima volta in Italia uno sponsor griffa una squadra di calcio. L'Udinese viene multata e costretta alla rimozione del marchio pubblicitario, ma l'iniziativa friulana apre un primo varco alla liberalizzazione delle sponsorizzazioni nel calcio italiano, che viene completata nel giro di pochi anni.

L'Udinese artefice del piccolo treble della stagione 1977-1978, con la vittoria del campionato di Serie C, della Coppa Italia Semiprofessionisti e della Coppa Anglo-Italiana.

Nella stagione 1978-1979 i friulani, confermato Giacomini in panchina, vincono il campionato di Serie B e tornano in Serie A dopo 17 anni.

### Anni 1980
Nella stagione 1979-1980 i friulani concludono il campionato al quindicesimo posto, retrocedendo in Serie B dopo un solo anno. Tuttavia, in conseguenza dello scandalo del Totonero, Milan e Lazio vengono retrocesse per illecito sportivo e l'Udinese ottiene perciò la permanenza nella massima serie. In campo europeo, il club vince in questa stagione la sua prima Coppa Mitropa.
Durante il campionato 1980-1981 siede sulla panchina bianconera il nuovo allenatore Enzo Ferrari, che riesce a conquistare la salvezza. In questa stagione Teofilo Sanson cede la società alla Zanussi di Pordenone e il nuovo presidente del club diventa Lamberto Mazza. Nella stagione 1981-1982 l'Udinese acquista dalla Juventus Franco Causio e la squadra si salva senza particolari difficoltà. Nella stagione successiva, i friulani raggiungono il sesto posto in campionato.
Nell'estate del 1983 la società bianconera effettua un grande colpo di mercato: Arthur Antunes Coimbra, detto Zico, si trasferisce dopo un'estate di grattacapi giurisdizionali dal Flamengo all'Udinese. Per il campionato 1983-1984 la dirigenza friulana, guidata dall'amministratore delegato Franco Dal Cin, assortisce una squadra di nomi importanti, tra i quali l'attaccante Pietro Paolo Virdis e il difensore della nazionale brasiliana Edinho: i tifosi rispondono con la cifra di 26 661 abbonati, quota mai raggiunta dalla squadra. In campionato, la squadra di Enzo Ferrari si classifica nona, a soli due punti dalla zona UEFA, mentre Zico mette a segno 19 reti alla sua prima stagione in Italia.

Il fuoriclasse brasiliano Zico, fantasista friulano di metà anni 80.

Nella stagione 1984-1985 l'Udinese cede molti giocatori importanti, ma riesce a trattenere Zico. La squadra viene affidata al tecnico brasiliano Luís Vinício. In questa stagione Zico, a causa di un infortunio e di problemi giudiziari con lo Stato italiano, lascia l'Udinese e torna al Flamengo. Nella stagione successiva i friulani ottengono un tredicesimo posto in classifica.
Nel luglio del 1986 Giampaolo Pozzo viene a sapere casualmente che la società è in vendita; infatti la moglie Linda, durante un taglio dal parrucchiere, ha sentito la notizia proprio da Dal Cin che era seduto accanto a lei. Così il 28 luglio 1986 subentra a Lamberto Mazza come presidente dell'Udinese, ma la sua avventura in bianconero inizia subito in salita: infatti inizialmente Pozzo doveva essere a capo di una cordata di imprenditori friulani, ma ben presto si accorse di essere stato lasciato solo, e trova inoltre una squadra che è appena stata retrocessa in Serie B dalla giustizia sportiva a causa dello scandalo del Totonero-bis (la pena viene rivista in appello e commutata in nove punti di penalizzazione nella Serie A 1986-1987). Nonostante la penalizzazione e la quasi certa retrocessione, Pozzo va controcorrente e acquista giocatori di spessore, sia per garantire la regolarità del campionato sia per far vedere ai tifosi di avere a cuore le sorti della squadra: arrivano a Udine, tra gli altri, Francesco Graziani e Fulvio Collovati. In questo campionato il club conclude all'ultima posizione e retrocede in Serie B; senza la penalizzazione i friulani si sarebbero salvati.
Negli anni successivi l'Udinese alterna promozioni in Serie A e retrocessioni in Serie B: nel campionato 1988-1989, guidati dall'allenatore Nedo Sonetti e dai gol di Totò de Vitis, i friulani sono promossi nella massima serie. La stagione successiva i bianconeri acquistano diversi giovani talenti, tra i quali Abel Balbo e Nestor Sensini, ma in campionato, guidati prima da Bruno Mazzia e poi da Rino Marchesi, la squadra retrocede all'ultima giornata dopo una lotta per il mantenimento della categoria durata tutta la stagione. Nell'estate del 1990 l'Udinese è di nuovo condannata per illecito sportivo: la sanzione consiste in cinque punti di penalizzazione al club e cinque anni di deferimento al presidente Pozzo, accusato di aver contattato Gianmarco Calleri, allora presidente della Lazio, e di aver cercato di convincerlo a far perdere la sua squadra. Pozzo lascia quindi la carica di presidente dell'Udinese.

### Anni 1990
Nella stagione 1990-1991 i friulani, guidati da Marchesi prima e da Adriano Buffoni poi, potrebbero tornare subito in Serie A, ma a causa della penalizzazione di cinque punti l'Udinese si piazza ottava in classifica, nonostante Balbo si laurei capocannoniere del torneo. Senza la penalità, la squadra sarebbe rientrata tranquillamente tra le prime quattro, conquistando così la promozione. Tuttavia, nella stagione 1991-1992 il club esonera il tecnico Franco Scoglio e lo sostituisce con Adriano Fedele, e dopo un lungo testa a testa con il Cosenza i bianconeri ottengono il quarto posto, valevole per la promozione e conquistato grazie alle numerose marcature di Balbo. L'argentino contribuisce attivamente anche alla permanenza in Serie A la stagione successiva, durante la quale siede sulla panchina dell'Udinese l'esperto allenatore Alberto Bigon: i friulani ottengono la salvezza dopo una lunga lotta con Fiorentina e Brescia, quest'ultimo sconfitto solo dopo uno spareggio allo stadio Renato Dall'Ara di Bologna.
Nella stagione 1993-1994 il club cede Abel Balbo alla Roma e Francesco dell'Anno all'Inter. La squadra viene affidata ad Azeglio Vicini, il quale viene però esonerato all'indomani della sconfitta contro il Napoli, in seguito a delle incomprensioni con il patron Pozzo. Al suo posto torna Adriano Fedele: l'Udinese chiude il girone di andata al penultimo posto, mentre nel girone di ritorno i friulani tentano la rimonta, grazie anche all'exploit dell'attaccante Marco Branca (a cui venne affidato il compito di sostituire Abel Balbo), ma non riescono a salvarsi, retrocedendo in Serie B all'ultima giornata di campionato. Già la stagione seguente però, con Giovanni Galeone in panchina subentrato a Fedele, la squadra ritorna nella massima serie, dove rimarrà stabilmente dalla stagione 1995-1996 a oggi.

Il tedesco Oliver Bierhoff, bomber friulano nella seconda metà degli anni 90.

Da questo momento in poi l'Udinese ottiene diverse qualificazioni alla Coppa UEFA, la prima nella stagione 1996-1997, con Alberto Zaccheroni in panchina, oltre a raggiungere un clamoroso terzo posto dietro a Juventus e Inter, nel campionato 1997-1998. Al termine di questa stagione, l'attaccante tedesco dell'Udinese Oliver Bierhoff si laurea capocannoniere della Serie A mettendo a segno 27 gol. Nella stagione successiva è Márcio Amoroso a diventare capocannoniere del campionato, siglando 22 reti con la maglia della squadra friulana, condotta al sesto posto da Francesco Guidolin.

### Anni 2000
Nella stagione 1999-2000 l'Udinese è inizialmente allenata da Francesco Guidolin, ma il tecnico veneto viene esonerato a stagione in corso e sostituito da Luigi de Canio: questi riesce a condurre la squadra all'ottavo piazzamento in classifica, ottenendo l'accesso alla Coppa Intertoto UEFA. Nell'estate l'Udinese giunge alla vittoria del torneo, qualificandosi così alla successiva Coppa UEFA. Il campionato 2000-2001 inizia bene per i bianconeri, che dopo cinque giornate si trovano addirittura al comando solitario della classifica. La squadra non riesce però a mantenere a lungo il primo posto e a marzo de Canio, a causa degli scarsi risultati fin lì conseguiti, viene esonerato e sostituito da Luciano Spalletti. L'allenatore toscano conduce l'Udinese al dodicesimo posto finale in campionato, mentre in Coppa UEFA il club viene eliminato al secondo turno dai greci del PAOK Salonicco.
Durante la stagione 2001-2002 si alternano in panchina Roy Hodgson e Gian Piero Ventura (subentrato a metà stagione): in campionato l'Udinese raggiunge la salvezza con un quattordicesimo posto ottenuto in extremis. La stagione seguente vede il ritorno di Spalletti in panchina, che nelle stagioni 2002-2003 e 2003-2004 conduce il club al settimo posto per due anni consecutivi, centrando due volte la qualificazione alla Coppa UEFA e venendo eliminata al primo turno in entrambe le edizioni. Nell'estate del 2004 la società acquista dall'Empoli l'attaccante Antonio Di Natale, che diventerà capitano e bandiera della squadra.
Nel campionato 2004-2005 l'Udinese riesce a raggiungere il quarto posto in classifica, ottenendo la prima qualificazione alla Champions League della sua storia. Al termine di questa stagione, Spalletti rescinde il contratto che lo lega al club friulano, venendo sostituito da Serse Cosmi. La stagione 2005-2006 è difficile per i friulani: Cosmi viene esonerato a stagione in corso e viene sostituito da Loris Dominissini, a sua volta esonerato e rimpiazzato da Giovanni Galeone. I bianconeri terminano il campionato all'undicesimo posto, mentre in Champions League raggiungono la fase a gironi ma si classificano terzi nel gruppo C, venendo estromessi dalla competizione; sarebbe bastato un solo punto per accedere agli ottavi di finale. La squadra ottiene comunque il diritto di partecipare alla Coppa UEFA, dove si fermano agli ottavi, eliminati dal Levski Sofia.

La vittoria della Coppa Intertoto UEFA 2000

Nel campionato 2006-2007 i friulani, guidati inizialmente da Galeone e poi da Alberto Malesani, raggiungono il decimo posto in classifica. L'Udinese è però l'unica squadra non battuta dai campioni d'Italia dell'Inter, pareggiando entrambi gli incontri (0-0 in casa e 1-1 in trasferta) e interrompendo la striscia di 17 vittorie consecutive dei nerazzurri. Nell'estate del 2007 Pasquale Marino diventa il nuovo allenatore della squadra, mentre sul mercato il club acquista gli attaccanti Fabio Quagliarella e Antonio Floro Flores. La stagione 2007-2008 si conclude con un settimo posto, che permette all'Udinese di accedere nuovamente alla Coppa UEFA.
Nella stagione 2008-2009 la squadra compie un buon cammino in Coppa UEFA: i friulani raggiungono i quarti di finale della competizione, dove vengono eliminati dai tedeschi del Werder Brema. In questa stagione l'Udinese è la squadra italiana che ha raggiunto il miglior risultato nelle coppe europee. Il campionato si chiude con un altro settimo posto, ma stavolta i bianconeri non sono ammessi alla Coppa UEFA, intanto rinominata "Europa League": al posto dell'Udinese viene ammessa la Lazio, vincitrice della Coppa Italia. In campionato i friulani stabiliscono comunque un record personale, vincendo 6 partite consecutive. Al termine della stagione il direttore generale Leonardi e l'attaccante Quagliarella lasciano la squadra, per accasarsi rispettivamente al Parma e al Napoli.
Il campionato 2009-2010 non inizia bene per il club, che il 22 dicembre esonera Marino e lo sostituisce con Gianni De Biasi. La permanenza del nuovo tecnico dura appena due mesi: il 21 febbraio 2010 viene richiamato Marino e i friulani raggiungono la salvezza con due giornate di anticipo. La stagione è invece memorabile per Di Natale, che si laurea capocannoniere del campionato con 29 reti segnate: per la terza volta un calciatore dell'Udinese è il miglior marcatore della Serie A, dopo Oliver Bierhoff nel 1998 e Marcio Amoroso nel 1999.

### Anni 2010
Per la stagione 2010-2011 l'Udinese ingaggia come allenatore Francesco Guidolin, mentre Fabrizio Larini va a ricoprire la carica di direttore sportivo. Nel gennaio del 2011 il club lancia sul digitale terrestre del Friuli-Venezia Giulia il proprio canale tematico Udinese Channel, il primo del genere in Italia totalmente gratuito e visibile in chiaro.
Dopo un inizio di campionato disastroso, con 4 sconfitte nelle prime 4 giornate, i friulani risalgono la classifica e raggiungono il quarto posto, valevole per i preliminari di UEFA Champions League. Il 27 febbraio 2011 l'Udinese vince 7-0 in casa del Palermo: mai i bianconeri avevano realizzato 7 gol in una trasferta di Serie A, e fino ad allora le più larghe vittorie esterne friulane risultavano frutto di due 5-0 inflitti al Genoa nel campionato 1983-1984 e al Perugia nel campionato 1999-2000. Il 22 maggio, in seguito al pareggio per 0-0 contro il Milan, la squadra stabilisce il nuovo record di punti conquistati in Serie A (66), superando il precedente record di 64 punti stabilito da Alberto Zaccheroni nel campionato 1997-1998 (record ottenuto però in un campionato di sole 34 giornate anziché 38). Inoltre, Antonio Di Natale si riconferma capocannoniere della Serie A con 28 marcature, mentre al portiere Samir Handanovič spetta il record di rigori parati, con 6 penalty neutralizzati su 8 calciati.
La stagione 2011-2012 si apre con i play-off di Champions League contro l'Arsenal, che in doppia sfida elimina l'Udinese. I friulani ottengono però il diritto di partecipare all'Europa League, dove vengono sorteggiati nel girone I con gli spagnoli dell'Atlético Madrid, i francesi del Rennes e gli scozzesi del Celtic. Dopo aver superato il girone ed eliminato i greci del PAOK Salonicco ai sedicesimi di finale, i friulani si fermano agli ottavi, superati dagli olandesi dell'AZ Alkmaar. In campionato il rendimento segue fasi alterne: il girone di andata si chiude con ben 38 punti, a sole tre lunghezze dalla Juventus capolista, mentre nel girone di ritorno, complici la preparazione anticipata e la stanchezza per gli impegni di coppa, l'Udinese stenta e perde il vantaggio accumulato. A fine campionato però, grazie a una serie di quattro vittorie consecutive, i bianconeri conquistano con 64 punti la terza posizione, qualificandosi nuovamente ai preliminari di Champions League. Il 29 novembre 2011 la società riceve dal CONI il Collare d'Oro al Merito Sportivo, massima onorificenza dello sport italiano concessa a club di calcio con più di cento anni di storia.

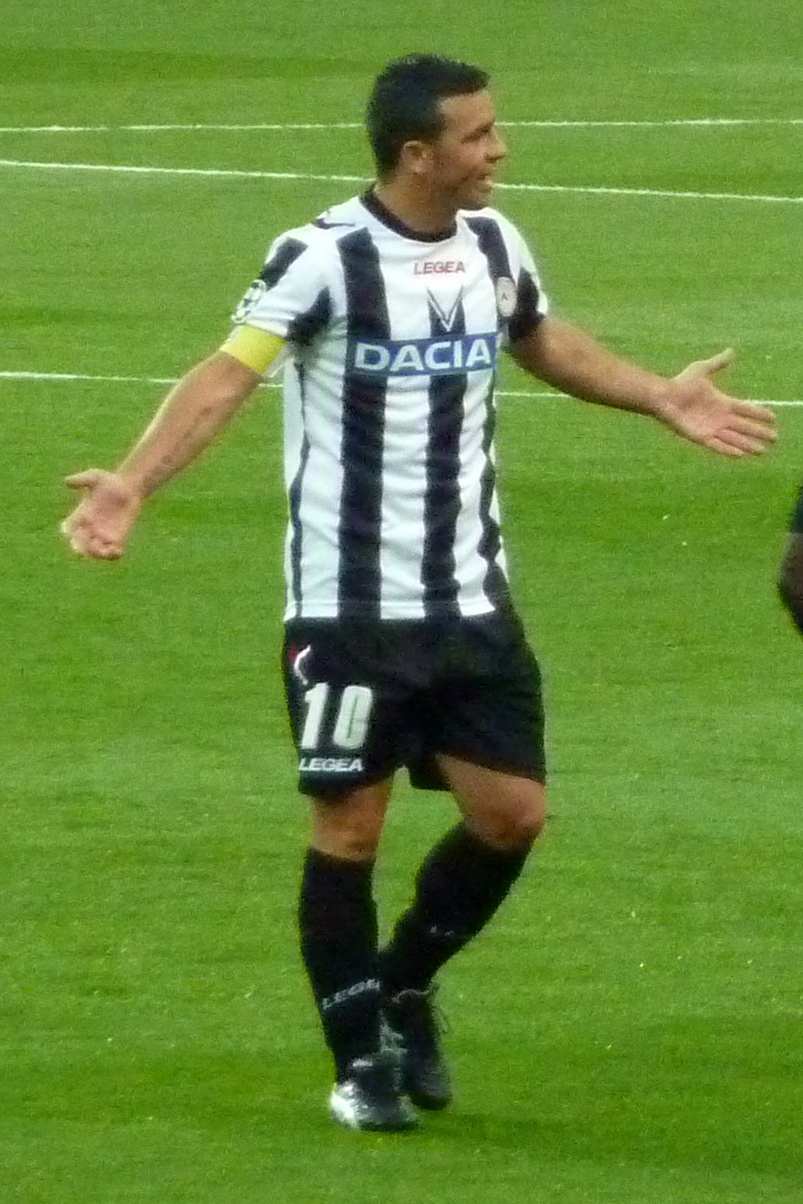
Antonio Di Natale, trascinatore dell'Udinese tra il 2004 e il 2016, è il detentore dei record di presenze e reti con i friulani, sia in Serie A sia in assoluto.

La stagione 2012-2013 vede ancora i friulani sconfitti ai play-off di Champions League, stavolta per mano dei portoghesi dello Sporting Braga: dopo l'1-1 in Portogallo, allo Stadio Friuli la gara termina ai calci di rigore dopo l'1-1 dei tempi regolamentari. I bianconeri sbagliano però il tiro di rigore decisivo (cucchiaio del neo acquisto Maicosuel parato dal portiere), ma accedono comunque all'Europa League. L'Udinese viene sorteggiata in un duro girone comprendente gli inglesi del Liverpool, gli svizzeri dello Young Boys e i russi dell'Anzhi, conquistando una storica vittoria per 3-2 ad Anfield contro il Liverpool, ma chiudendo il girone all'ultimo posto, uscendo dalla competizione. In campionato la squadra parte male e naviga a metà classifica, ma una serie di 8 vittorie consecutive nelle ultime 8 giornate proietta i friulani al quinto posto finale e ai preliminari di Europa League. Nella stagione successiva il club non supera i play-off di Europa League, venendo eliminato dai cechi dello Slovan Liberec, perdendo 3-1 in casa e pareggiando 1-1 in Repubblica Ceca. Nel prosieguo dell'annata i bianconeri raggiungono, come quattro anni prima, le semifinali di Coppa Italia, perdendo però contro la Fiorentina. Il campionato non porta grandi soddisfazioni all'Udinese, che staziona a metà classifica per gran parte della stagione e chiude la stagione al tredicesimo posto con 44 punti.
Dopo quattro anni Guidolin lascia l'Udinese, che viene affidata ad Andrea Stramaccioni. Nella stagione 2014-2015 i friulani vengono eliminati agli ottavi di finale di Coppa Italia dal Napoli, mentre in campionato, dopo una discreta partenza, l'Udinese si salva ma non va oltre il sedicesimo piazzamento in classifica con 41 punti conquistati. Terminato il contratto annuale di Stramaccioni, il club sceglie come nuovo allenatore Stefano Colantuono. Nel corso del campionato 2015-2016, a seguito delle prestazioni altalenanti della squadra, Colantuono viene esonerato: al suo posto, il 14 marzo 2016 approda alla guida dell'Udinese Luigi de Canio. I friulani si salvano alla penultima giornata, concludendo la stagione al diciassettesimo posto in classifica con il record negativo di punti conquistati (39) da quando la Serie A è a 20 squadre. Al termine della stagione l'attaccante bandiera della squadra Antonio Di Natale lascia l'Udinese, congedandosi con un bottino di 191 gol fatti in maglia bianconera dal 2004 al 2016.
Per la stagione 2016-2017 viene scelto come nuovo tecnico della squadra Giuseppe Iachini. La stagione si apre con l'eliminazione dalla Coppa Italia il 13 agosto 2016: allo Stadio Friuli completamente ristrutturato l'Udinese viene battuta 2-3 dallo Spezia. A seguito dei deludenti risultati in campionato, già alla settima giornata Iachini viene esonerato e sostituito da Luigi Delneri. Sotto la guida del tecnico friulano, la squadra raggiunge il tredicesimo posto in classifica. La stagione seguente l'allenatore Delneri viene riconfermato, salvo poi essere esonerato dopo 13 giornate, nelle quali l'Udinese aveva raccolto 12 punti in 12 partite. La squadra viene affidata a Massimo Oddo, che nel girone di andata porta la squadra al settimo posto in classifica, salvo poi subire un tracollo vertiginoso: dopo undici sconfitte consecutive (record storico negativo per i friulani) Oddo viene esonerato a quattro giornate dal termine del campionato e l'Udinese viene affidata a Igor Tudor. Il tecnico croato pareggia 3-3 a Benevento, perde 0-4 con l'Inter ma vince 1-0 contro l'Hellas Verona già retrocesso e il Bologna ormai salvo; i friulani raggiungono la salvezza all'ultima giornata e chiudono il campionato al quattordicesimo posto.
Per la stagione 2018-2019 la panchina dell'Udinese viene inizialmente affidata allo spagnolo Julio Velázquez, che viene però esonerato dopo 12 giornate di campionato. Il suo sostituto, Davide Nicola, viene a sua volta esonerato alla ventottesima giornata; gli succede ancora una volta Tudor, il quale porta i friulani al dodicesimo posto in classifica. Il croato viene confermato per la stagione 2019-2020, condizionata dall'interruzione forzata fra marzo e giugno 2020 a causa della pandemia di COVID-19: buona parte delle giornate del girone di ritorno del campionato vengono giocate durante l'estate, con molte partite ravvicinate e disputate a porte chiuse. Tudor viene esonerato il 1 novembre 2019 dopo un avvio di campionato altalenante, culminato con le pesanti sconfitte contro l'Atalanta per 7-1 e in casa contro la Roma in 10 uomini per 0-4. Al tecnico croato succede l'allenatore in seconda, Luca Gotti, inizialmente scelto come tecnico ad interim ma confermato fino al termine della stagione a seguito dei buoni risultati conseguiti. Gotti conduce la squadra al tredicesimo posto in classifica, raggiungendo una salvezza tranquilla condita da alcune ottime prestazioni come la vittoria per 2-1 contro i futuri campioni d'Italia della Juventus.

### Anni 2020
Per la stagione 2020-2021 l'Udinese conferma Gotti come allenatore. Il club si classifica quattordicesimo in campionato mantenendo nuovamente la categoria; si segnala il pareggio per 0-0 imposto nel girone di andata all'Inter, che poi vincerà lo scudetto. Nella stagione 2021-2022 i friulani, privati di due fra i più importanti giocatori in rosa (il trequartista Rodrigo De Paul, venduto all'Atletico Madrid, e il portiere Juan Musso, accasatosi all'Atalanta), faticano nella prima parte del campionato: il 6 dicembre 2021 Gotti viene esonerato e sostituito dall'allenatore in seconda, Gabriele Cioffi, terminando il campionato al dodicesimo posto e trovando un nuovo bomber nell'attaccante Beto, che sigla 11 reti. Nell'annata 2022-2023 l'Udinese si vede privato di un altro pezzo pregiato, Nahuel Molina, passato all'Atletico Madrid in uno scambio di cartellini con Nehuen Perez, ma nonostante ciò l'Udinese (che ha cambiato allenatore passando da Cioffi ad Andrea Sottil) parte benissimo in campionato e alla settima giornata, battendo l'Inter 3-1, torna in vetta alla classifica per la prima volta dopo undici anni, eguagliando inoltre l'inizio di campionato 2000-2001, ma il campionato verrà chiuso al dodicesimo posto, complice un netto calo di rendimento nel girone di ritorno. Tale periodo di crisi si conferma anche nel campionato successivo, con l'Udinese che rischia anche la retrocessione, salvandosi all'ultima giornata e chiudendo quindicesimo.
Nella stagione successiva viene ingaggiato Kosta Runjaić, con il quale, alla quarta giornata i friulani raggiungono la testa della classifica dopo  13 anni dall'ultima volta.

## Colori e simboli

### Colori

La maglia sbarrata di metà anni 80, qui indossata da Fulvio Collovati

I colori sociali dell'Udinese sono il bianco e il nero, gli stessi delle insegne comunali, presenti nella divisa della squadra fin dagli esordi pur se il loro utilizzo è spesso variato tra differenti partiture. Sul finire del XIX secolo la neonata Società Udinese di Ginnastica e Scherma indossa una maglia completamente nera, ornata unicamente da una stella a cinque punte bianca appuntata al centro del petto.
Negli anni 10 del Novecento la casacca viene ripartita verticalmente a metà tra le due tinte, mentre in seguito il bianco diventa predominante, con il nero relegato alle decorazioni. Dagli anni 30 si ha pressoché stabilmente la tipica maglia a strisce bianconere, spesso corredata da pantaloncini e calzettoni neri, oppure da calzoncini bianchi e calzettoni neri.

Massimo Margiotta in maglia gialla, tra i colori più ricorrenti nelle trasferte dei friulani, qui nella stagione 2000-2001

Le uniche innovazioni di rilievo si hanno durante gli anni 80, quando l'abbigliamento dei friulani si discosta dalla tradizione e presenta le soluzioni più fantasiose: spiccano soprattutto le casacche bianche con palo centrale nero usate nella prima parte del decennio, cui seguono quelle nere attraversate da una massiccia sbarra bianca. Dagli anni 90 si assiste a un graduale ritorno alla sobrietà, pur se non mancano sperimentazioni come le strisce "incurvate" lungo l'estremità superiore, viste a metà degli anni 2000.
Per quanto concerne invece le uniformi da trasferta, queste non hanno degli schemi fissi al di fuori della tinta unita, tanto che il club attinge di anno in anno a diverse colorazioni quali il blu, il giallo, l'arancione, il celeste e il rosa, nonché agli stessi bianco e nero già propri della divisa casalinga.

### Simboli ufficiali

#### Stemma
Nel corso della sua storia l'Udinese ha utilizzato numerosi pittogrammi accomunati dal richiamare le tinte e l'araldica della città friulana. In una foto scattata all'incirca nel 1896, probabilmente in un Torneo FGNI, appare sul cuore lo stemma cittadino, con una stella bianca sul petto, sopra una maglia tutta nera; nonostante ciò, non ci sono abbastanza informazioni per dedurne l'uso ufficiale o continuo negli anni. Infatti, in successive foto dell'inizio del XX secolo, sulle maglie non appare uno stemma.
I primi stemmi ufficiali risalgano agli anni 50, 60 e 70 del Novecento, anche se non essendo raffigurati sulle maglie, è difficile dare l'esattezza sul periodo. Tutti raffiguravano uno scudo riempito da pali bianconeri, prima con la scritta "AC Udinese", e poi con il trigramma "ACU" (Associazione Calcistica Udinese). Il primo stemma a essere visibile sulla maglia fu nel 1979, quando subentrò uno stemma raffigurante una zebra inscritta in un cerchio verde. Il secondo pittogramma fu adottato nei primi anni 80 sotto la presidenza Mazza, e raffigurava uno scudo bianco che circoscrive uno scaglione nero — lo stesso che identifica il comune di Udine — su cui fu inserito il logotipo "Z" della Zanussi (società all'epoca proprietaria del club) e, al di sopra, la scritta in minuscolo "udinese calcio". Nonostante questo fosse lo stemma ufficiale, per la sola stagione 1981-1982 le maglie mostrarono unicamente la "Z" in grande, posta sul cuore.
Il terzo stemma fu una variante del secondo: uscita di scena la Zanussi, con l'acquisizione della società da parte di Giampaolo Pozzo scomparve la "Z" e rimase solo lo scudo con lo stemma cittadino. Poi nel triennio 1992-1995 la società implementò per la prima volta uno stemma circolare, con lo scudo cittadino al centro circondato da un cerchio grigio.
Infine, con la stagione 1995-1996 debuttò lo stemma nella forma tuttora in uso: uno scudo circondato da un cerchio, prima grigio e poi nero e poi ancora, dalla stagione 2010-2011, nuovamente grigio ma avvolto con due rami d'alloro.
Più volte viene chiesto dalla tifoseria di far comparire anche l'aquila del Friuli sulle maglie bianconere, richiesta mai recepita dalla società anche a causa delle norme in vigore. Nel 2008 fu inoltre fortemente contestata dai tifosi la scelta della società di far comparire sulle maglie lo stemma del Friuli-Venezia Giulia, in quanto percepito come emblema della rivale Trieste e non rappresentante il solo Friuli.

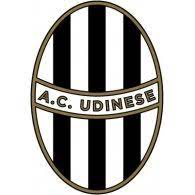
Stemma usato negli anni 50
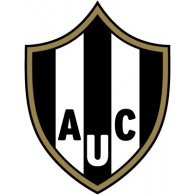
Stemma usato negli anni 60
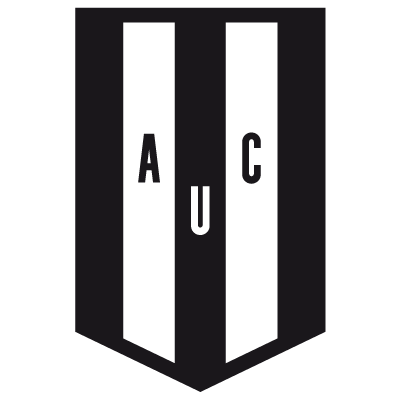
Stemma usato negli anni 70
Stemma usato dal 1979 al 1981
Stemma usato dal 1981 al 1984
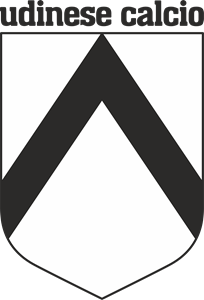
Stemma usato dal 1984 al 1992
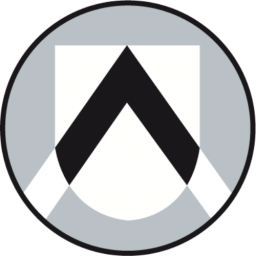
Stemma usato dal 1992 al 1995
Stemma usato dal 1995 al 2005 e di nuovo in uso dal 2010
Stemma usato dal 2005 al 2010

#### Inno
L'inno ufficiale del club si intitola Vinci per noi ed è interpretato dalla cantante Connie Del Colle.
Il brano è eseguito prima dell'inizio di ogni incontro interno al Friuli.
In precedenza l'inno fu Alè Udin, interpretato da Dario Zampa: il ritornello divenne coro distintivo del tifo friulano.

## Strutture

### Stadio
Dal 1976 il campo di gioco dell'Udinese è lo stadio Friuli di Udine, inaugurato in sostituzione dello stadio Moretti, demolito e soppiantato da un parco urbano. Il nome è scelto per commemorare la regione, colpita nel maggio di quell'anno dal terremoto del Friuli. Progettato dall'ingegnere udinese Giuliano Parmegiani, è considerato uno dei più riusciti impianti dal punto di vista estetico. Lo stadio è situato a nord-ovest della città nel quartiere Rizzi, in una posizione abbastanza periferica. Particolarità del Friuli e simbolo di questo impianto è il maestoso arco che con i suoi 33 metri di altezza alla sommità fa da tetto alla tribuna.
Il 5 giugno 2013 sono iniziati i lavori di ristrutturazione dello Stadio Friuli, secondo la volontà dell'azionista di riferimento dell'Udinese Giampaolo Pozzo. I lavori hanno visto la rimozione della pista di atletica e la totale demolizione e ricostruzione di curve e distinti. L'impianto rinnovato è stato inaugurato il 17 gennaio 2016, in occasione della gara tra Udinese e Juventus. Da allora, limitatamente alle attività ufficiali dell'Udinese, lo stadio ha ciclicamente assunto nomi commerciali a seguito della cessione dei diritti di denominazione, ferma restando l'intitolazione originaria.

### Centro di allenamento
Il centro sportivo Dino Bruseschi è l'insieme di strutture e campi di allenamento che vengono utilizzate dalla prima squadra dell'Udinese. Intitolato a uno dei più importanti presidenti della storia bianconera, sorge a pochi metri dallo stadio Friuli.
Si estende per circa 64 943 m² ed è composto da:
- campo regolamentare (105×68 m) in erba naturale, con impianto d'illuminazione;
- campo regolamentare (105×68 m) in erba naturale, privo d'illuminazione;
- campo non regolamentare (100×55 m) in erba naturale;
- campo regolamentare (105×68 m) in erba sintetica, con impianto d'illuminazione;
- campo regolamentare (105×68 m) in erba sintetica, privo d'illuminazione;
- gabbia in erba sintetica, con impianto d'illuminazione;
- area dall'allenamento in erba sintetica (150×50 m);
- tensostruttura coperta e riscaldata con area d'allenamento in erba sintetica (80×50 m) e con impianto d'illuminazione;
- 4 spogliatoi a disposizione degli atleti. La prima squadra utilizza lo spogliatoio presente all'interno dello stadio Friuli;
- spogliatoio per lo staff tecnico;
- 2 magazzini per materiale tecnico.

## Società

Giampaolo Pozzo, patron dell'Udinese dal 1986, qui nella seconda metà del decennio davanti all'allora sede societaria in via del Cotonificio.

Il 30 novembre 1896 venne fondata la "Società Udinese di Ginnastica e Scherma" al cui interno, il 5 luglio 1911, fu costituita la squadra di calcio come associazione con il nome di "Associazione del Calcio Udine", cambiando quest'ultima per due volte la denominazione negli anni seguenti (nel 1919, alla ripresa delle attività calcistiche post belliche, in "Associazione Sportiva Udinese" e, nel 1925, in "Associazione Calcio Udinese"); l'8 giugno 1976 l'associazione divenne una società per azioni con la stessa ragione sociale che mantenne fino al 1978, quando venne rinominata "Udinese Calcio".
La società, avente sede legale in via Agostino ed Angelo Candolini 2 a Udine e iscritta alla Camera di Commercio di Pordenone-Udine, risulta avere, al 2024, 218 dipendenti e un capitale sociale di 15 127 000 euro.
Dal 28 luglio 1986 il club è controllato dall'imprenditore italiano Giampaolo Pozzo, inizialmente con una cordata composta ad altri due imprenditori friulani che, quasi subito, lasciarono a Pozzo la proprietà totale della società; questo controllo è esercitato, dal 1998, tramite la società lussemburghese Gesapar Holding S.A., proprietaria del club bianconero con il 100,00% del capitale e, a sua volta, riconducibile alla famiglia Pozzo attraverso una serie di partecipazioni a cascata di società.
La società bianconera non possiede, al 2023, società controllate o collegate.
La società friulana nel 2011 fa parte dei membri dell'European Club Association (ECA), organizzazione internazionale che ha preso il posto del soppresso G-14, e composta dai principali club calcistici riuniti in consorzio al fine di ottenere una tutela comune dei diritti sportivi, legali e televisivi di fronte alla FIFA.

### Organigramma societario
Il governo societario dell'Udinese Calcio S.p.A., al 2023, prevede un sistema tradizionale formato dall'assemblea degli azionisti, dal consiglio di amministrazione (CdA) e dal collegio sindacale. Il CdA è composto da quattro membri, nominati dall'assemblea degli azionisti e tutti indicati dalla famiglia Pozzo tramite la società controllante Gesapar Holding; Franco Soldati ricopre la carica di presidente del consiglio di amministrazione, assunta nel 2000, mentre non è prevista la figura dell'amministratore delegato. Il collegio sindacale è composto da tre membri sempre indicati da Gesapar Holding, dei quali Maurizio Variola assume il ruolo di presidente. La società di revisione, scelta anch'essa dagli azionisti quale organo esterno di riesame dei conti, è l'azienda Crowe Bompani S.p.A..
Organigramma aggiornato al 18 giugno 2024.
Consiglio di amministrazione
- Franco Soldati - Presidente
- Stefano Campoccia - Vicepresidente
- Gino Pozzo - Consigliere
- Giuliana Linda Pozzo - Consigliere
- Franco Collavino - Consigliere e direttore generale
- Gianluca Nani - Group technical director
- Gokhan Inler - Responsabile dell'area tecnica
- Antonio Criscuolo - Team manager

### Sponsor
Di seguito la cronologia di fornitori tecnici dell'Udinese.
- 1896-1979 Non presente
- 1979-1981 Pouchain
- 1981-1984 Americanino
- 1984-1986 Diadora
- 1986-1990 ABM
- 1990-1992 adidas
- 1992-1994 Lotto
- 1994-1998 Hummel
- 1998-2002 Diadora
- 2002-2005 Le Coq Sportif
- 2005-2010 Lotto
- 2010-2013 Legea
- 2013-2018 HS Football
- 2018-2024 Macron

### Impegno nel sociale
L'Udinese è una delle prime squadre in Italia ad avere creato un'associazione Onlus, infatti sono state devoluti numerosi macchinari ospedalieri e creato nuovi reparti negli ospedali della regione. L'associazione "Udinese per la Vita", nata nel 2004 da un'iniziativa di Giuliana Pozzo, moglie del patron Giampaolo, ha devoluto circa 600 000 euro alla ricerca scientifica e alla sanità.
Nel 2009 sono organizzate alcune iniziative volte a raccogliere fondi per la ricerca sulla SLA, Sclerosi Laterale Amiotrofica, che ha colpito anche l'ex-bianconero Stefano Borgonovo. La più importante, una Cena di Gala e Asta Benefica organizzata da "Udinese per la Vita", si è svolta il 16 marzo al "Là di Moret" di viale Tricesimo: l'evento ha risalto in tutta Italia, trasmesso in diretta su Rai Tre con la conduzione dagli studi di Roma di Marco Civoli e con Ivan Zazzaroni inviato sul campo.
Alla serata, presentata da Piero Chiambretti e da Bruno Pizzul, partecipano tra gli altri l'intera squadra bianconera, la sua dirigenza e la proprietà, ex compagni di squadra di Borgonovo quando vestiva la maglia bianconera e personaggi di spicco del mondo del calcio, nonché gli sponsor istituzionali dell'Udinese Calcio. Il programma della manifestazione è caratterizzato da un'asta in cui giocatori di oggi e di ieri hanno donato maglie, scarpe da gioco e oggetti personali per la raccolta di fondi da destinare al progetto, inoltre si è svolta una lotteria con in palio ricchi premi offerti dalle ditte e aziende del Friuli che hanno voluto dare il loro contributo alla riuscita dell'iniziativa. In totale sono raccolti oltre 80 000 euro, da utilizzare per l'acquisto di attrezzature tecnologicamente avanzate destinate al Dipartimento di Medicina Riabilitativa dell'istituto "Gervasutta" di Udine, con le quali è possibile migliorare la vita di coloro che sono stati colpiti dalla SLA.

### Settore giovanile
Il settore giovanile dell'Udinese è formato da 4 squadre maschili partecipanti ai campionati nazionali (Primavera, Allievi Nazionali, Allievi Nazionali Lega Pro e Giovanissimi Nazionali), una partecipante a livello regionale (Allievi Regionali), oltre a una rappresentativa di Esordienti a 11 e una di Pulcini a 6. La squadra Primavera conquista nel 1963-64 e nel 1980-81 l'omonimo campionato, mentre nel 1992-93 la Coppa Italia Primavera.

## Diffusione nella cultura di massa
L'Udinese è spesso presente in varie opere della cultura italiana. In ambito cinematografico è da ricordare Al bar dello sport (1983) di Francesco Massaro, nel quale Lino Banfi segue Fiorentina-Udinese, che termina 2-2, mentre ne L'allenatore nel pallone (1984) Oronzo Canà (interpretato da Banfi), allenatore della Longobarda, viene sconfitto 0-4 proprio dai bianconeri. Appare anche un gagliardetto nel film La ragazza del lago (2007), nell'ufficio del Questore, e nella pellicola Tifosi (1999), nella quale una hostess chiede il risultato della squadra per la quale tifa, appunto l'Udinese. Nell'album Sig. Brainwash - L'arte di accontentare (2013) di Fedez, il rapper milanese cita l'Udinese nella traccia Signorsì. Infine nella pellicola Zoran - Il mio nipote scemo (2013) il protagonista è un acceso tifoso dell'Udinese.
Inoltre dal 2011 la società bianconera dispone di un canale televisivo ufficiale, Udinese TV, visibile gratuitamente sul digitale terrestre in Veneto e Friuli Venezia Giulia, ma in grado di trasmettere anche via satellite grazie ai dispositivi presenti su una speciale vettura FlyCar, e visibile inoltre in streaming. Gli studi dell'emittente si trovano a Udine, in via di trasferimento presso lo stadio Friuli. La programmazione è incentrata sulle attività della squadra e dei club di tifosi e include, oltre agli approfondimenti di attualità, anche interviste ai giocatori del passato. È previsto anche l'ampliamento della programmazione agli altri sport cittadini e alla politica ed economia locale.

## Allenatori e presidenti
Di seguito l'elenco degli allenatori.

- 1912-1920 ...
- 1920-1921  József Ging
- 1921-1922 ...
- 1922-1923  Lipót Kanyaurek
- 1923-1925  Otto Krappan
- 1925-1926  Otto Krappan
 György Hlaway
- 1926-1927 ...
- 1927-1928  Lájos Czeizler
- 1928-1929  István Fögl
- 1929-1930  Eugen Payer
- 1930-1931  Imre Payer
- 1931-1932  István Fögl
- 1932-1933  Károly Csapkay[54]
- 1933-1934 ...
- 1934-1936  Emerich Hermann
- 1936-1937  István Fögl
- 1937-1939  Luigi Miconi
- 1939-1940  Eugen Payer
 Luigi Miconi
- 1940-1941  Pietro Piselli
- 1941-1942  Luigi Miconi
- 1942-1943  Ferenc Molnár
 Gino Bellotto
- 1943-1944  Alfredo Foni
- 1945-1946 ...
- 1946-1947  Vittorio Faroppa
- 1947-1948  Hermann Schramseis
 Elio Loschi
- 1948-1950  Aldo Olivieri
- 1950-1952  Guido Testolina
 Severino Feruglio
- 1952-1953  Aldo Olivieri
- 1953-1958  Giuseppe Bigogno
- 1958-1959  Luigi Miconi
 Severino Feruglio
- 1959-1960  Severino Feruglio
 Giuseppe Bigogno
- 1960-1961  Giuseppe Bigogno
 Luigi Bonizzoni
- 1961-1962  Luigi Bonizzoni
 Sergio Manente
 Alfredo Foni
- 1962-1963  Alberto Eliani
- 1963-1964  Alberto Eliani
 Armando Segato
- 1964-1965  Severino Feruglio
- 1965-1967  Luigi Comuzzi
- 1967-1968  Umberto Pinardi con D.T.  Giuseppe Bigogno
 Luigi Comuzzi con D.T.  Giuseppe Bigogno
- 1968-1969  Romolo Camuffo con D.T.  Gipo Viani
 Romolo Camuffo
- 1969-1970  Oscar Montez
 Stefanino De Stefano
 Paolo Tabanelli
- 1970-1971  Paolo Tabanelli
 Luigi Comuzzi
- 1971-1973  Luigi Comuzzi
- 1973-1974  Massimo Giacomini e  Sergio Manente
 Sergio Manente
- 1974-1975  Sergio Manente
 Humberto Rosa
- 1975-1976  Humberto Rosa
- 1976-1977  Livio Fongaro
- 1977-1979  Massimo Giacomini
- 1979-1980  Corrado Orrico
 Dino D'Alessi
- 1980-1981  Marino Perani
 Enzo Ferrari
 Gustavo Giagnoni
 Enzo Ferrari
- 1981-1984  Enzo Ferrari
- 1984-1985  Luís Vinício
- 1985-1986  Luís Vinício
 Giancarlo De Sisti
- 1986-1987  Giancarlo De Sisti
- 1987-1988  Massimo Giacomini
 Marino Lombardo e  Bora Milutinović
 Nedo Sonetti
- 1988-1989  Nedo Sonetti
- 1989-1990  Bruno Mazzia
 Rino Marchesi
- 1990-1991  Rino Marchesi
 Pietro Fontana
 Adriano Buffoni
- 1991-1992  Franco Scoglio
 Adriano Fedele
- 1992-1993  Adriano Fedele
 Alberto Bigon
- 1993-1994  Azeglio Vicini
 Adriano Fedele
- 1994-1995  Adriano Fedele
 Giovanni Galeone
- 1995-1998  Alberto Zaccheroni
- 1998-1999  Francesco Guidolin
- 1999-2000  Luigi De Canio
- 2000-2001  Luigi De Canio
 Luciano Spalletti
- 2001-2002  Roy Hodgson
 Gian Piero Ventura
- 2002-2005  Luciano Spalletti
- 2005-2006  Serse Cosmi
 Loris Dominissini e  Néstor Sensini
 Giovanni Galeone
- 2006-2007  Giovanni Galeone
 Alberto Malesani
- 2007-2009  Pasquale Marino
- 2009-2010  Pasquale Marino
 Gianni De Biasi
 Pasquale Marino
- 2010-2014  Francesco Guidolin
- 2014-2015  Andrea Stramaccioni
- 2015-2016  Stefano Colantuono
 Luigi De Canio
- 2016-2017  Giuseppe Iachini
 Luigi Delneri
- 2017-2018  Luigi Delneri
 Massimo Oddo
 Igor Tudor
- 2018-2019  Julio Velázquez
 Davide Nicola
 Igor Tudor
- 2019-2020  Igor Tudor
 Luca Gotti
- 2020-2021  Luca Gotti
- 2021-2022  Luca Gotti
 Gabriele Cioffi
- 2022-2023  Andrea Sottil
- 2023-2024  Andrea Sottil
 Gabriele Cioffi
 Fabio Cannavaro
- 2024-  Kosta Runjaić

Di seguito l'elenco dei presidenti.

- 1896-1919  Antonio Dal Dan
- 1919-1923  Alessandro Del Torso
- 1923-1925  Francesco Dormisch
- 1926-1927  Gino Rojatti[55]
- 1927-1929  Achille Villoresi
- 1929-1933  Gino Rojatti
- 1933-1934  Lao Menazzi Moretti
- 1934-1937  Gino Rojatti
- 1937-1940  Enea Caine
- 1940-1943  Marcello Valentinis
- 1943-1945  Gino Rojatti
- 1945-1947  Guido Cappelletto
- 1947-1952  Giuseppe Bertoli
- 1952-1968  Dino Bruseschi
- 1968-1976  Pietro Brunello
- 1976-1981  Teofilo Sanson
- 1981-1986  Lamberto Mazza
- 1986-1990  Giampaolo Pozzo
- 1990-1999  Giovanni Caratozzolo (Amm.re unico)
- 1999-2000  Gianfranco Mossetto (Pres. del CdA)
- 2002-  Franco Soldati (Pres. del CdA)

## Calciatori

### Contributo alle nazionali
Il primo calciatore dell'Udinese a vincere un titolo con la propria nazionale fu Franco Causio, che con l'Italia trionfò al mondiale di Spagna 1982; a Causio seguì Vincenzo Iaquinta, campione del mondo con gli azzurri nell'edizione di Germania 2006.
Oltre a questi, tra i nazionali stranieri ci furono la vittoria di Oliver Bierhoff all'europeo di Inghilterra 1996 con la Germania, il successo di Hazem Emam nella Coppa d'Africa di Burkina Faso 1998 con l'Egitto e, in Copa América, dapprima l'affermazione di Márcio Amoroso nell'edizione di Paraguay 1999 con il Brasile e poi i successi di Rodrigo de Paul, Nahuel Molina e Juan Musso nell'edizione di Brasile 2021 con l'Argentina.
Sempre con la maglia albiceleste, Molina ha trionfato nella Coppa dei Campioni CONMEBOL-UEFA in occasione della Finalissima 2022.

## Palmarès

### Competizioni internazionali
- Coppa Anglo-Italiana: 1

1978
- Coppa Mitropa: 1

1979-1980
- Coppa Intertoto UEFA: 1  (record italiano condiviso con Bologna, Juventus, Perugia)

2000

### Competizioni giovanili
- Campionato Primavera di Serie B: 1

1963-1964
- Campionato Primavera: 1

1980-1981 (Serie A)
- Coppa Italia Primavera: 1

1992-1993
- Campionato Primavera 2: 1

2021-2022 (girone A)

### Altre competizioni
- Campionato italiano di Serie B: 2

1955-1956, 1978-1979
- Seconda Divisione: 1

1924-1925
- Campionato italiano di Prima Divisione: 1

1929-1930
- Coppa Italia Semiprofessionisti: 1

1977-1978
- Prima Divisione: 1

1929-1930 (girone C)
- Campionato italiano Serie C: 2

1948-1949 (girone B), 1977-1978 (girone A)

## Statistiche e record

### Partecipazione ai campionati

#### Campionati nazionali
| Livello | Categoria             | Partecipazioni | Debutto   | Ultima stagione | Totale |
| ------- | --------------------- | -------------- | --------- | --------------- | ------ |
| 1º      | Prima Divisione       | 2              | 1922-1923 | 1925-1926       | 54     |
| 1º      | Serie A               | 52             | 1950-1951 | 2024-2025       | 54     |
| 2º      | Seconda Divisione     | 2              | 1923-1924 | 1924-1925       | 23     |
| 2º      | Prima Divisione       | 2              | 1926-1927 | 1927-1928       | 23     |
| 2º      | Serie B-C Alta Italia | 1              | 1945-1946 | 1945-1946       | 23     |
| 2º      | Serie B               | 18             | 1930-1931 | 1994-1995       | 23     |
| 3º      | Prima Divisione       | 5              | 1928-1929 | 1934-1935       | 24     |
| 3º      | Serie C               | 19             | 1935-1936 | 1977-1978       | 24     |

Nelle sue prime stagioni ufficiali, prima di accedere alle leghe nazionali, l'Udinese giocava nelle competenze del Comitato Regionale Veneto del quale disputò un torneo di Promozione nel 1912-1913 e 5 campionati di Prima Categoria fra il 1913-14 e il 1921-22.

### Partecipazione alle competizioni UEFA
| Competizione UEFA               | Partecipazioni | Debutto   | Ultima stagione | Totale      |
| ------------------------------- | -------------- | --------- | --------------- | ----------- |
| UEFA Champions League           | 3              | 2005-2006 | 2012-2013       | 11 stagioni |
| Coppa UEFA / UEFA Europa League | 11             | 1997-1998 | 2013-2014       | 11 stagioni |
| Coppa Intertoto UEFA            | 1              | 2000      | 2000            | 11 stagioni |

### Statistiche di squadra
Il miglior piazzamento della storia dell'Udinese è il secondo posto nel campionato di Serie A 1954-1955, mentre il peggiore è il diciottesimo posto della Serie A 1961-1962. Il record di punti in Serie A è 66, ottenuto nel 2010-2011 (annata caratterizzata anche dal maggior numero di vittorie, 20, e dal numero massimo di reti segnate in A, 65) e nel 2012-2013 (in cui bianconeri ottengono anche il record di 8 vittorie consecutive in Serie A). La stagione 1982-1983 è caratterizzata dal massimo numero di pareggi nel massimo campionato italiano (20), dal minor numero di sconfitte (4) e di reti subite (29). Nel 1984-1985 e nel 2000-2001 si ha il minor numero di pareggi in A (5), nel 1954-1955 e nel 2011-2012 il maggior numero di vittorie casalinghe consecutive (7), sempre nel 1954-1955 la miglior sequenza di partite utili (23), nel 1942-1943 la vittoria più larga in assoluto, in Serie B (Udinese-MATER 9-0), mentre quella più larga relativa alla sola Serie A si ha nel 1957-58 (Udinese-Napoli 7-0) e nel 2010-11 (Palermo-Udinese 0-7). Per quanto riguarda le sconfitte più pesanti, queste sono Udinese-Bari 0-7 nel 1930-31, Atalanta Bergamasca Calcio-Udinese 7-0 nel 1931-1932, Milan-Udinese 7-0 e Fiorentina-Udinese 7-0 nel 1958-1959. Il maggior numero di stagioni consecutive in Serie A è 30, ottenuto dalla squadra dal 1995 a oggi, inoltre l'Udinese è stata finalista in Coppa Italia nel 1922. In ambito europeo è da segnalare la prima partecipazione in Champions League nel 2005-2006, mentre il massimo risultato in Coppa UEFA sono i quarti di finale nel 2008-09. In totale l'Udinese ha ottenuto 510 vittorie in Serie A, 455 pareggi e 597 sconfitte, ha segnato 1983 reti e subite 2203.

### Statistiche individuali
Il giocatore bianconero più prolifico in una sola stagione è Antonio Di Natale, con 29 reti (2009-10), il quale è anche il miglior rigorista in Serie A con 17 gol. Di Natale detiene anche il record di presenze nel campionato di massima serie italiano con 385 gettoni, seguito da Valerio Bertotto con 323 e Giampiero Pinzi con 305. Il giocatore napoletano è anche il miglior marcatore dell'Udinese in Serie A, con 191 reti, seguito da Lorenzo Bettini a 67 e Abel Balbo a 65. Il record di reti in assoluto è ancora di Totò (227), idem per quanto riguarda le presenze in assoluto (446).
Di seguito i record presenze e marcature dei giocatori dell'Udinese dall'anno di fondazione a oggi, comprese anche le partite di coppa.
Dati aggiornati al 22 febbraio 2022; in grassetto i calciatori ancora in attività con la maglia dell'Udinese.
| Record di presenze - 446 Antonio Di Natale (2004-16) - 404 Valerio Bertotto (1993-06) - 355 Giampiero Pinzi (2000-08, 2010-15) - 282 Danilo (2011-18) - 280 Dino Galparoli (1981-90) - 280 Luigi Zorzi (1936-42, 1949-56) - 272 Alessandro Calori (1991-99) - 261 Severino Feruglio (1939-46, 1947-52) - 240 Néstor Sensini (1989-93, 2002-06) - 233 Paolo Poggi (1994-00) | Record di reti - 227 Antonio Di Natale (2004-16) - 109 Walter D'Odorico (1928-33, 1939-48) - 69 Vincenzo Iaquinta (2000-07) - 67 Lorenzo Bettini (1954-55, 1957-61) - 65 Abel Balbo (1989-93) - 62 Oliver Bierhoff (1995-98) - 50 Paolo Poggi (1994-00) - 45 Roberto Muzzi (1999-03) - 44 Marco Branca (1986-87, 1988-90, 1992-94) - 44 Roberto Sosa (1998-02) |

## Tifoseria
Secondo un'indagine condotta e pubblicata annualmente da due società specializzate in sondaggi e ricerche di mercato, la StageUp e la Ipsos, al 2023 la squadra poteva contare in Italia su un seguito stimato in circa 202 000 tifosi, un dato in netta crescita rispetto alle rilevazioni degli anni precedenti.

### Storia

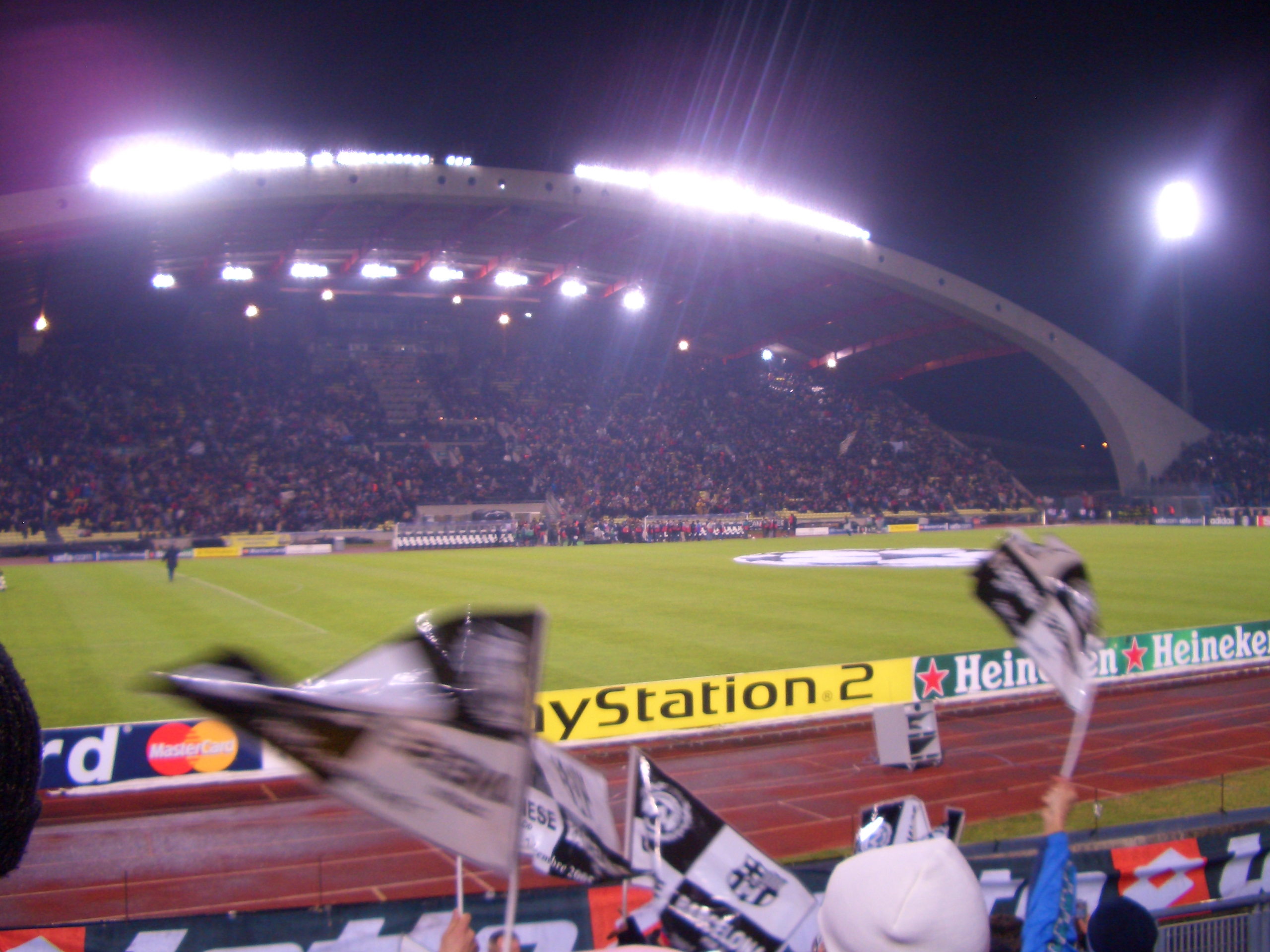
I tifosi dell'Udinese gremiscono il Friuli nel 2005, durante la sfida di Champions League con il Barcellona.

Il gruppo portante del movimento ultras di Udine è l'Hooligans Teddy Boys, acronimato in HTB, fondato nel 1980, che fece la sua prima apparizione allo stadio dietro lo striscione "Hooligans". La maggior parte dei membri attivi del gruppo provengono dal capoluogo e dalla sua provincia. Nel 1994 nacquero i Friulani al seguito, che concentrarono le loro attività al fine del miglioramento estetico e corale della curva bianconera. Il gruppo dette alla stampa nel 2001 anche la prima fanzine della tifoseria, titolata "One Step Beyond", dall'omonimo album del gruppo britannico Madness. Nel 2011 i Friulani al seguito comunicarono ufficialmente la loro autosospensione, per poi riprendere posto in curva.
Nel 1990 nasce il gruppo HTB sez. Pordenone, successivamente diventati Brigata Pordenone e Nord Kaos sez. Destra Tagliamento (1994), che nel 1995 decisero di fondersi in un'unica fazione denominata Ultras 1995, il 10 dicembre 1995. Il gruppo, vista la numerosa presenza di persone provenienti anche dalla provincia di Udine, si rinominò Ultras Udinese 1995. I '95 sono una colonna portante della Curva Nord tuttora; svolgendo militanza all'interno ed all'esterno dello stadio Friuli; realizzazione e distribuzione delle fanzine "On the Terraces - Storie e pensieri del gruppo Ultras". Inoltre, nel 2023 durante lo svolgimento della partita Roma-Udinese, il gruppo ha esposto uno striscione in merito ai fatti accaduti ai Fedayn (Gruppo storico romano) con le seguenti parole: "Salutiamo con rispetto quello storico muretto" firmato Ultras 1995. Il gruppo '95 ha la tradizione di organizzare tornei di calcio con vari gruppi ultras d'Italia.
Altro ex importante gruppo organizzato è il Collettivo IncUdine, nato in onore di Leonardo Cecon, giovane tifoso deceduto prematuramente in un incidente stradale nel 2003, di ritorno da una delle riunioni del nascente gruppo. In lotta contro provvedimenti penalizzanti quali tessera del tifoso, fidelity card e articolo 9, si è caratterizzato nel corso degli anni per uno spiccato impegno nel sociale, tramutatosi in raccolte di fondi a sostegno degli alluvionati del vicentino, dei terremotati dell'Aquila e dell'Emilia, oltre che al sostegno attivo alla Fondazione Gabriele Sandri.
Altri gruppi di più recente costituzione sono i Briganti Baldassa (Udine Baldassa fino al 2015), i Suisse Torzeons, formato da ragazzi provenienti dalla Svizzera, Settore Tarvisio Udine, Tarcento '89, Diffidati al seguito, e Gente strana. Gli ultras hanno sempre preso posto nel settore Curva nord dello stadio Friuli, eccezion fatta per due brevi periodi: nella stagione 2013-2014 nella quale si sistemarono nei Distinti, e a cavallo tra il 2014 e il 2015 nel quale si sistemarono in Tribuna laterale Nord, a causa dei lavori che interessarono l'impianto di Piazzale Repubblica Argentina.

### Gemellaggi e rivalità

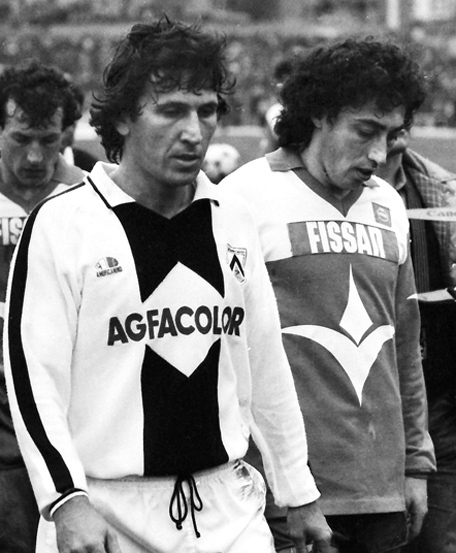
Il friulano Zico e il giuliano De Falco nel derby regionale di Coppa Italia dell'8 febbraio 1984: la rivalità con la Triestina è la più antica nonché tra le più sentite da parte del tifo bianconero.

Il gruppo Ultras Udinese 1995 è gemellato ufficialmente con i tifosi del Vicenza, storico e saldo rapporto sentito dalla maggior parte della tifoseria bianconera, mentre l'AUC (Associazione Udinese Club) sono legati ai toscani del Siena. Fuori dai confini nazionali, vi era (sempre da parte del gruppo Ultras Udinese 1995) un gemellaggio coi tedeschi del Werder Brema, legame nato durante gli incontri in campo europeo. I 95 sono gemellati anche con gli ultras della Società Sportiva Arezzo da quasi 15 anni (5 febbraio 2011). C'è un altro gemellaggio ufficiale e molto sentito, quello del Sportverein Austria Salzburg, squadra che milita nella terza divisione del campionato austriaco, dopo che il Salzburg venne acquisito dall'azienda Red Bull nel 2005. A livello ufficioso, infine, dalla seconda metà degli anni 2010 è andata consolidandosi un'amicizia tra i supporter bianconeri e quelli della Roma.
Le rivalità storiche sono invece con la Triestina – dovuta alla vicinanza fra le città di Udine e Trieste, rispettivamente capitale storica del Friuli e capoluogo della regione Friuli-Venezia Giulia – e con il Verona – risalente agli anni '80, ai tempi di Zico e dello scudetto degli scaligeri, poi cementata dall'opposto gemellaggio Hellas-Triestina.
Le altre principali rivalità sono con la Juventus, con il Napoli (sfociata negli ultimi anni in gravi incidenti), con il Bologna (un ex gemellaggio tra tifoserie, tramutato in rivalità dopo la rottura del precedente gemellaggio) e con il Venezia (dualismo nato, similmente a quello con la Triestina, dalla vicinanza tra le due città). Esistono inoltre altre rivalità meno sentite con Cremonese, Fiorentina e Lazio.

## Organico

### Rosa 2025-2026
Rosa aggiornata al 17 agosto 2025.
| N. |                           | Ruolo | Calciatore                   |
| -- | ------------------------- | ----- | ---------------------------- |
| 1  | Italia (bandiera)         | P     | Alessandro Nunziante         |
| 2  | Georgia (bandiera)        | D     | Saba Goglichidze             |
| 4  | Slovenia (bandiera)       | C     | Sandi Lovric (vice capitano) |
| 5  | Argentina (bandiera)      | C     | Martin Payero                |
| 6  | Spagna (bandiera)         | C     | Oier Zarraga                 |
| 7  | Cile (bandiera)           | A     | Alexis Sánchez               |
| 8  | Svezia (bandiera)         | C     | Jesper Karlström (capitano)  |
| 9  | Inghilterra (bandiera)    | A     | Keinan Davis                 |
| 11 | Costa d'Avorio (bandiera) | D     | Hassane Kamara               |
| 13 | Italia (bandiera)         | D     | Nicolò Bertola               |
| 14 | Francia (bandiera)        | C     | Arthur Atta                  |
| 15 | Costa d'Avorio (bandiera) | A     | Vakoun Bayo                  |
| 16 | Italia (bandiera)         | D     | Matteo Palma                 |
| 17 | Spagna (bandiera)         | A     | Iker Bravo                   |
| 19 | Paesi Bassi (bandiera)    | D     | Kingsley Ehizibue            |
| 20 | Italia (bandiera)         | C     | Simone Pafundi               |
| 21 | Italia (bandiera)         | C     | Marco Ballarini              |

| N. |                        | Ruolo | Calciatore         |
| -- | ---------------------- | ----- | ------------------ |
| 22 | Brasile (bandiera)     | A     | Brenner            |
| 23 | Danimarca (bandiera)   | D     | Thomas Kristensen  |
| 24 | Polonia (bandiera)     | C     | Jakub Piotrowski   |
| 27 | Belgio (bandiera)      | D     | Christian Kabasele |
| 28 | Francia (bandiera)     | D     | Oumar Solet        |
| 29 | Francia (bandiera)     | C     | Abdoulaye Camara   |
| 32 | Paesi Bassi (bandiera) | C     | Jurgen Ekkelenkamp |
| 33 | Zimbabwe (bandiera)    | D     | Jordan Zemura      |
| 38 | Scozia (bandiera)      | C     | Lennon Miller      |
| 40 | Nigeria (bandiera)     | P     | Maduka Okoye       |
| 55 | Italia (bandiera)      | D     | Cristiano De Paoli |
| 77 | Angola (bandiera)      | C     | Rui Modesto        |
| 79 | Slovenia (bandiera)    | C     | David Pejičić      |
| 90 | Romania (bandiera)     | P     | Răzvan Sava        |
| 93 | Italia (bandiera)      | P     | Daniele Padelli    |
| 99 | Cile (bandiera)        | A     | Damián Pizarro     |

### Staff tecnico
Staff aggiornato al 1º luglio 2024.
Staff tecnico
- Kosta Runjaić - Allenatore
- Przemyslaw Malecki - Vice allenatore
- Alex Trukan - Vice allenatore
- Sergio Marcon - Preparatore dei portieri
- Kris Stergulc - Preparatore dei portieri

Staff sanitario
- Fabio Tenore - Responsabile sanitario
- Aldo Passelli - Medico
- Daniel Reguera Correales - Fisioterapista
- Diego Suarez Perez - Fisioterapista
- Borja Josè Jover De Olives - Fisioterapista
- Ander Del Campo Gomez - Fisioterapista
- Alessio Lovisetto - Fisioterapista
- Francesco Fondelli - Fisioterapista
- Pasquale Iuliano - Fisioterapista
- Antonio Molina - Nutrizionista
- Pedro Estevan Navarro - Nutrizionista
- Alessandro Braini - Chef